# 挪亞

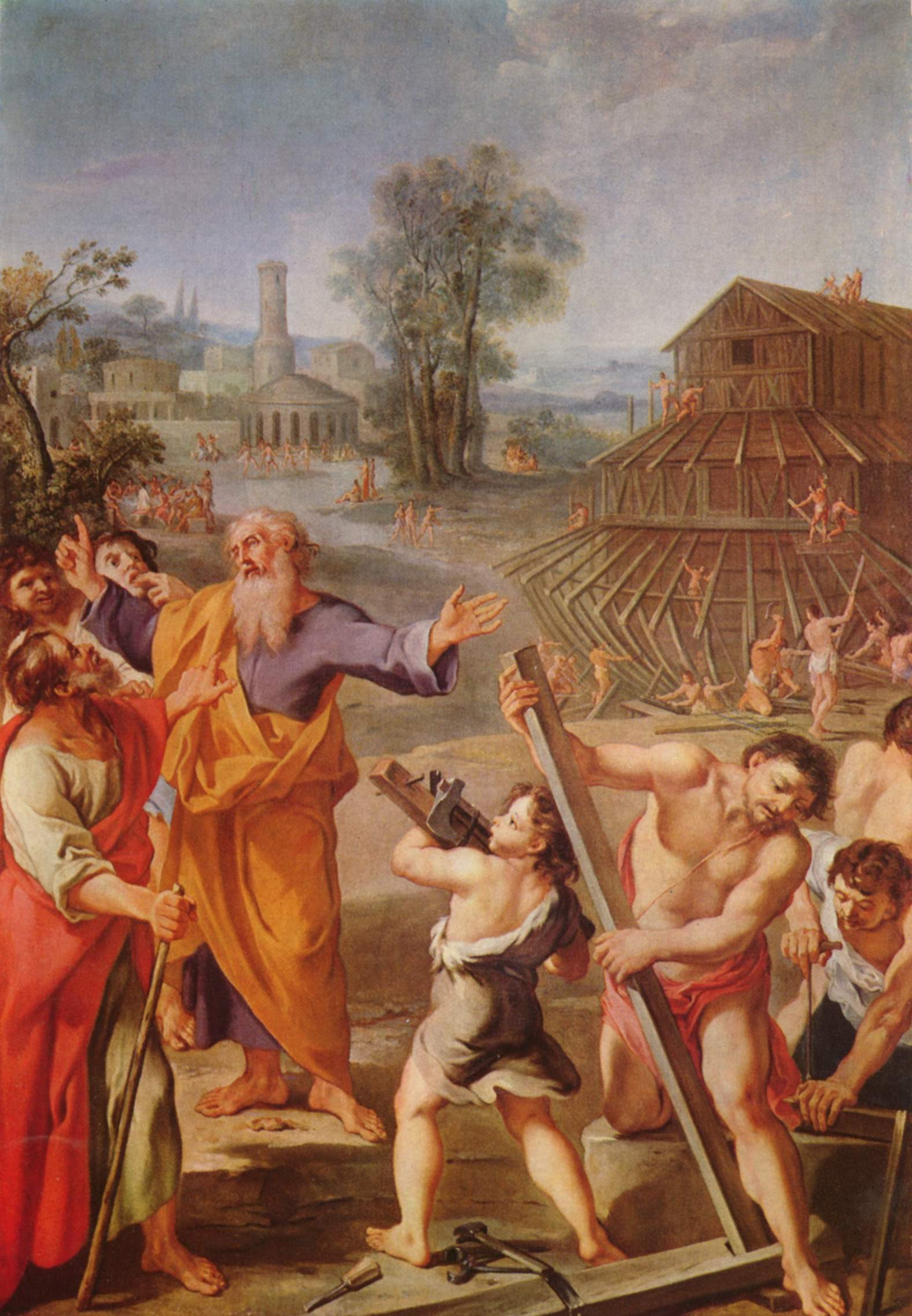
Französischer Meister所繪的挪亞方舟。

挪亚或譯诺厄（希伯來語：נוֹחַ，阿拉伯语: نُوحٌ，罗马化：Nūḥ，英語：Noah）伊斯兰教称为努哈，是《圣经·創世記》和《古兰经》中的一个人物。原文在《創世紀》5:28-9:29及《古兰经》中多处。

## 生平
挪亞對上帝十分忠誠。然而在挪亞生活的那個時代，世界充滿了各種惡行。上帝憤怒之下，下了40天40夜的大雨。上帝欣賞挪亞是個義人，命他建挪亚方舟（创世记6:14-22)，使每個品種的動物都帶上一對因而避過了災難。
根據《聖經》的記載，挪亞是拉麥的兒子，活了950歲，並在500歲時生了三個兒子：閃、含以及雅弗。

### 生活背景
根據推算，挪亞生於亞當死後126年（前2970年）。在挪亞的日子，暴行遍及全地，亞當的子孫大部份都步上祖先的後塵。因此，“耶和華看見人在地上作惡多端，終日心裏所想的，都是惡事”。
耶和華感到不悦，並非僅因為人類反叛的緣故。創世記描述：“上帝的兒子們發覺人間的女子美貌。凡他們選中的，他們都娶來做妻子⋯⋯上帝的兒子們跟人間的女子交合，生下兒子，所以在那段日子和以後的時期，有巨人在地上橫行。他們就是上古出名的强人。”這些巨人恃强凌弱，專好把人擊倒。他們把大地弄得烏煙瘴氣。

### 挪亚家庭背景
由於罪惡充斥，上帝定意消滅世人。然而，聖經説：“挪亞卻蒙耶和華恩待。⋯⋯挪亞是個義人，在那一代人當中，純全無瑕疵。挪亞與上帝同行。”（創世記6：8，9）
挪亞的父親拉麥是個有信心的人，他在亞當死前已經出生了。挪亞無疑從父親那裏知道不少事情。拉麥給兒子起名叫挪亞（意思也許是“安息”或“安慰”），並預告説：“耶和華咒詛土地，加重了我們的工作和手中的勞苦，但我們必因這個兒子而得到安慰。”後來，上帝實現了這個預言，不再咒詛大地。
挪亞“與上帝同行”，行事為人都深得上帝嘉許。挪亞認識上帝，樂意侍奉他。挪亞知道上帝定意“要降洪水在地上，毁滅天下一切有血肉⋯⋯的活物”，惟他的信心沒有因此動搖。

### 建造工程
上帝吩咐挪亞説：“你要用高脂樹木（歌斐木）造一隻方舟。方舟裏要有房間，方舟內外要塗上松香。”（創世記6：14）挪亞深信空前的災難必然臨到，於是遵囑而行。挪亞要按照上帝的規定建造方舟，並不容易。然而，“挪亞就這樣做。凡上帝吩咐他的，他都照着做了”。（創世記6：22）挪亞的妻子，三個兒子閃、含、雅弗和兒媳一同協助挪亞建造方舟。耶和華因他們的信心而賜福給他們。
此外，挪亞也要預備充足的食物和飼料。（創世記6：21）他還要把各種動物帶進方舟。凡上帝吩咐挪亞的，他都照着做了。（創世記6：22）由於耶和華賜福給挪亞，整件事終於大功告成。

### 傳講正義
挪亞除了建造方舟，還向人發出警告。他忠心地侍奉上帝。可是，人們卻“毫不理會，直到洪水來到，把他們全都沖走”。
當時的人道德淪亡，毫不理會屬靈的事，他們很可能譏嘲挪亞一家，甚至認為他們瘋了。儘管這樣，挪亞卻能給予家人很大的屬靈鼓勵和支持。因此，他的家人沒有跟當代不敬虔的人同流合污。

### 渡過洪水的毁滅
大雨來到之前不久，上帝吩咐挪亞進入已經竣工的方舟。他們一家和動物進了方舟之後，“耶和華替挪亞關上了門”，把譏嘲的人拒之門外。洪水來到時，「忤逆的天使」顯然化去肉身，逃過毁滅。方舟外的所有地上活物，包括巨人在內，全都淹死了！只有挪亞一家得以生還。
挪亞一家在方舟裏度過了一年零一十天。在這段時期，他們忙於照料動物，清理廢物，並且記錄時間。創世記詳細記錄了洪水的過程。
在方舟裏，挪亞領導家人討論屬靈的事，並且禱告感謝上帝。
挪亞和家人終於再次踏足旱地。挪亞首先築了一座壇，然後為家人向拯救他們的上帝獻上祭物。

### 挪亞醉酒
洪水後，挪亞成為一個農夫，還種植了一個葡萄園。他喝了園中的酒便醉了，在帳棚裡赤裸身子。這時含看見他父親赤身，就到外邊告訴他兩個弟兄。於是閃和雅弗拿了一件衣服，倒退著進去，蓋在挪亞身上；他們背著挪亞，以免看到父親的赤身。挪亞醒了酒，知道小兒子向他所作的事，就說：「迦南當受咒詛，必給他弟兄作奴僕的奴僕；又說：耶和華閃的神是應當稱頌的！願迦南作閃的奴僕。願神使雅弗擴張，使他住在閃的帳棚裡；又願迦南作他的奴僕。」含有四個兒子，古實、埃及、弗和迦南，其中聖經曾兩次記載含是「迦南的父親」。含看過喝醉了的挪亞的下體，而讓迦南受挪亞的咒詛，要作兄弟奴隸的奴隸。

## 典故

### 挪亞方舟
挪亞在世時，地上滿是罪惡，世界在神面前敗壞，耶和華後悔造人在地上，要將人和走獸，並昆蟲，以及空中的飛鳥，都從地上除滅。唯有挪亞是個義人，在當時世代是個完全人，在耶和華面前蒙恩，神便吩咐挪亞造大船，躲避大洪水。這條大船便稱為「挪亞方舟」。

橄欖葉象徵世界和平

他們聽他的話乘船出去，果然洪水如約而至，他們躲避了洪水。過了以些日子，他想看看水退去了没有，他派了鴿子出去，第一次鴿子无处落脚，就飞回来了；到第二次他放鴿子，鴿子回來后，嘴里叼着根新拧的橄欖枝。挪亚第三次放鸽子，鸽子就不再回来了。他們帶著動物到陸地去生活。联合国会徽上就是两根橄榄枝，代表它给人类带来和平的美好愿望。

## 聖經中引用此典故的地方

### 末世時耶穌再來
《馬太福音》24:37-38說：「挪亞的日子怎樣，人子（註：基督）降臨也要怎樣。當洪水以前的日子，人照常吃喝嫁娶，直到挪亞進方舟的那日，不知不覺洪水來了，把他們全都沖去。人子降臨也要這樣。」《路加福音》17:26-27說：「挪亞的日子怎樣，人子的日子也要怎樣。那時候的人又吃又喝，又娶又嫁，到挪亞進方舟的那日，洪水來了，把他們全都滅了。」這兩段經文都是耶穌說的話，祂藉挪亞的故事告誡眾人說沒有人知道末世時耶穌何時再來，甚至連天使和耶穌基督自己也不知道，但眾人要時刻預備好，一定要警醒，因為在眾人想不到的時候，耶穌基督就會回來了。

### 因信稱義
《希伯來書》11:7說：「挪亞因著信，既蒙神指示他未見的事，動了敬畏的心，預備了一隻方舟，使他全家得救。因此就定了那世代的罪，自己也承受了那從信而來的義。」這說明信心乃未見之事的確據，因著信，人才能因信稱義。

### 洗禮
《彼得前書》3:20-21說：「就是那從前在挪亞預備方舟、神容忍等待的時候，不信從的人。當時進入方舟，藉著水得救的不多，只有八個人。這水所表明的洗禮，現在藉著耶穌基督復活也拯救你們；這洗禮本不在乎除掉肉體的污穢，只求在神面前有无愧的良心。」

### 犯罪者滅亡
《以西結書》14:14說：「其中雖有挪亞、但以理、約伯這三人，他們只能因他們的義救自己的性命。這是主耶和華說的。」14:20又說：「雖有挪亞、但以理、約伯在其中，主耶和華說：我指著我的永生起誓，他們連兒帶女都不能救，只能因他們的義救自己的性命。」神藉先知以西結表明，若一國干犯祂，將受到刀劍、飢荒、惡獸、瘟疫的災難，連人帶牲畜都要被剪除，即使國中有義人，他們也只能救自己的性命。
《彼得後書》2:5說：「神也沒有寬容上古的世代，曾叫洪水臨到那不敬虔的世代，卻保護了傳義道的挪亞一家八口；」這段經文中，彼得表明犯罪者的滅亡自古以來並不延遲。除了挪亞的故事以外，彼得還引用了天使犯罪，以及所多瑪、蛾摩拉的故事為證，警告人不可離棄正路、不可犯罪、不可行不義。

## 伊斯兰教中的诺亚

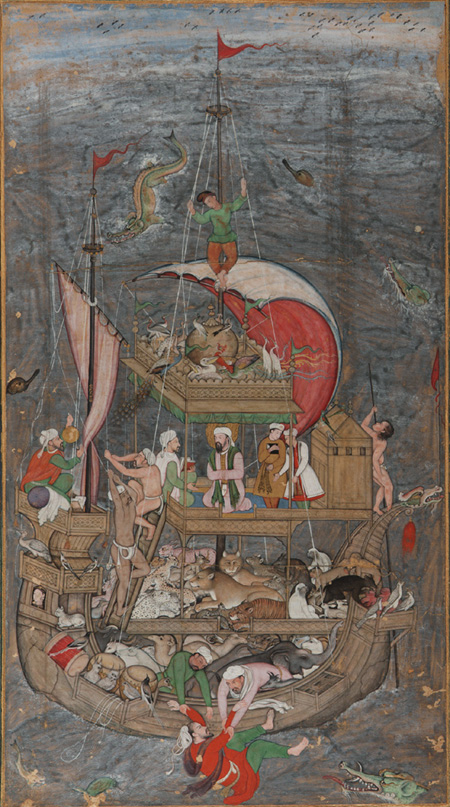
伊斯兰教中的诺亚

诺亚在伊斯兰教中是非常重要的人物，被视为所有先知中最重要的人物之一。《古兰经》在28章中包含43篇对挪亚或Nūḥ的引用，而第71章以他的名字命名为SūrahNūḥ（阿拉伯语：سورةنوح）。
诺亚的叙述在很大程度上涵盖了他的讲道以及《大洪水》的故事。诺亚的叙述为随后的许多预言故事树立了原型，先知警告他的子民，然后人们拒绝了先知的信息并面临惩罚。
诺亚在伊斯兰教中有多个头衔，主要是基于对古兰经的称赞，包括“真主的使者”（XXVI：107）和“感恩的仆人”（XVII：3）。

## 神话原型
挪亞的原型包括多个神话中的相似人物，如苏美尔神话中的人物朱蘇德拉、阿特拉哈西斯和吉尔伽美什中的烏特納匹什提姆。

## 參看
- 挪亞眾子
- 挪亚方舟
- 大洪水